# Ел Серито (Калифорнија)
Ел Серито (енгл. El Cerrito) град је у америчкој савезној држави Калифорнија. По попису становништва из 2010. у њему је живело 23.549 становника.

## Демографија
Према попису становништва из 2010. у граду је живело 23.549 становника, што је 378 (1,6%) становника више него 2000. године.
| Група             | 2000.          | 2010.          |
| Белци             | 12.474 (53,8%) | 11.364 (48,3%) |
| Афроамериканци    | 1.978 (8,5%)   | 1.819 (7,7%)   |
| Азијати           | 5.649 (24,4%)  | 6.439 (27,3%)  |
| Хиспаноамериканци | 1.838 (7,9%)   | 2.621 (11,1%)  |
| Укупно            | 23.171         | 23.549         |